# Ochina
Ochina is een geslacht van kevers uit de familie van de klopkevers (Anobiidae).

## Soorten
- Ochina ferruginea Schilsky, 1899
- Ochina hirsuta Seidlitz, 1889
- Ochina latrellii Bonelli, 1812
- Ochina leveillei Deville, 1910
- Ochina ptinoides Marsham, 1802